# Alexander Khatisian
Alexander Khatisyan (em armênio/arménio:  Ալեքսանդր Խատիսեան)  (Tiflis, 17 de fevereiro de 1874 - Paris, 10 de março de 1945) foi um político e jornalista armênio.  Khatisian nasceu em Tiflis, Governorado de Tiflis, Império Russo (atual Tbilisi; Geórgia). Atuou como prefeito de Tiflis (Tbilisi) de 1910 a 1917. Durante este período, o Conde Illarion Ivanovich Vorontsov-Dashkov consultou com ele, com o primaz de Tbilisi - Bispo Mesrop Der-Movsesian - e com o proeminente líder cívico, Dr. Hakob Zavriev, acerca da criação de destacamentos voluntários armênios no verão de 1914.  Durante o estabelecimento da Primeira República da Armênia, atuou como membro do Conselho Nacional Armênio de Tiflis para o Conselho Nacional Armênio e, posteriormente, para a comissão executiva permanente selecionada pelo Congresso Armênio dos Armênios Orientais. Após declaração da Primeira República da Armênia, atuou como ministro das Relações Exteriores e assinou o Tratado de Batum com o Império Otomano. Foi eleito como primeiro-ministro de 1919 a 1920.  Khatisian morreu no exílio, em Paris, França, em 10 de março de 1945.